# Nichts für Feiglinge
Nichts für Feiglinge ist ein deutscher Fernsehfilm aus dem Jahr 2014 von Michael Rowitz mit Hannelore Hoger und Frederick Lau in den Hauptrollen. Das Drehbuch schrieb Martin Rauhaus nach einer Idee von Claudia Matschulla.

## Handlung
Der 23-jährige Musikstudent Philip lebt mit zwei Freunden, dem Medienwissenschaften-Studenten Ulli und dem Jura-Studenten Mehmet, in einer typischen Studenten-WG mit den üblichen Geldproblemen.
Zu Beginn des Filmes lernt er Doro, die Tochter seines Vermieters kennen, und verliebt sich in sie. Sein Leben ist ausreichend ausgefüllt mit dem Prüfungsverpflichtungen an der Musikhochschule und seiner neuen Liebe. Seine 72-jährige Großmutter Lisbeth hat ihn nach dem Tod seiner Eltern, als er fünf Jahre alt war, aufgezogen. Da die ehemalige Kunst- und Geschichtslehrerin allerdings mit ihrer scharfzüngigen herrischen Art die Menschen in ihrer Umgebung stets auf Distanz hält, konnte sich zwischen den beiden nie ein liebevolles Verhältnis entwickeln. So trifft er sich nur widerwillig einmal die Woche mit ihr. Lediglich Geldspenden von ihr sind gern gesehen.
Plötzlich häufen sich bei seiner Großmutter allerdings Verhaltensauffälligkeiten: Sie wird verwirrt von der Polizei in der Innenstadt aufgegriffen, schließt den Fernseher im Blumentopf an, behauptet dabei die Fernbedienung sei kaputt und reagiert allgemein sehr gereizt und wird immer vergesslicher.
Philip begibt sich mit ihr in eine Klinik, wo die Diagnose vaskuläre Demenz gestellt wird. Das will Philip zunächst nicht wahrhaben und versucht das Problem zu ignorieren. Bis eines Tages Lisbeth beinahe ihre Wohnung in Brand setzt, da sie das Bügeleisen vergessen hat. Da ihr daraufhin der Mietvertrag gekündigt wird und Philip keine andere Möglichkeit sieht, sucht er nun für seine Großmutter einen Platz im Pflegeheim, wogegen sich die resolute Frau vehement wehrt. Im Pflegeheim angekommen will sie sich keine Vorschriften machen lassen und wird schon am ersten Abend nach einem kleinen Handgemenge vom Pflegepersonal ruhig gestellt und am Bett fixiert.
Die Neurologin von Lisbeth informiert Philip zudem über ein mögliches Suizidvorhaben seiner Großmutter, woraufhin dieser sein egoistisches Verhalten bereut und vor allem angetrieben von Doro nach einer anderen Lösung für seine Großmutter sucht. Kurzerhand quartiert er die Seniorin erst einmal bei sich in der WG ein. Seine Mitbewohner sind davon zunächst alles andere als begeistert, aber mit der Zeit wird Lisbeth ein wichtiges und beliebtes Mitglied in der Wohngemeinschaft. Auch das Verhältnis zwischen Großmutter und Enkel bessert sich, langsam entwickelt sich eine vertrauensvolle Beziehung, in der beide füreinander da sind. Trotzdem muss eine dauerhaftere Lösung für Lisbeth gefunden werden. Philips Freundin Doro übernimmt hier die Rolle des „schlechten Gewissens“, sodass die beiden im Streit auseinandergehen.
Philip findet schließlich ein Heim Villa Grünfeld auf dem Land, da er den zunehmend schlechteren Gesundheitszustand von Lisbeth nicht mehr leugnen kann und sie eine Rundumbetreuung benötigt. Doro und Philip versöhnen sich nach einer gemeinsamen Suchaktion nach Lisbeth und einem durch sie angeregten Gespräch wieder.
Lisbeth fühlt sich in dem Heim sehr wohl, da die ehemalige Geschichtslehrerin u. a. im Heimleiter Dr. Schneider einen intellektuell anregenden Gesprächspartner findet. Sie lebt noch zwei Jahre in den Heim, bis sie eines Tages zu einer Fahrradtour aufbricht, einer Situation, die sie an den schönsten Moment ihrer Kindheit erinnert, und nicht mehr zurückkehrt.
Philip hat sie bei noch recht klarem Geisteszustand einen Abschiedsbrief hinterlassen, dort bedankt sie sich noch einmal für die schöne Zeit in der WG und dafür, dass er als Enkel wie ein echter Sohn für sie war – auch wenn es einige Zeit gedauert hat. Er schafft mit Doros Unterstützung den Abschluss seines Musikstudiums und sieht bei seinem Abschlussstück (Chopins Nocturne Opus 9 Nr. 2) Lisbeth aufmunternd lächelnd im Zuschauerraum sitzen.

## Produktion und Veröffentlichung
Die Dreharbeiten in Köln und Umgebung begannen am 15. April 2013 und dauerten bis Mitte Mai 2013.
Die Tragikomödie hatte am 10. Januar 2014 auf Dem Ersten ihre Premiere. Mit 4,44 Millionen Zuschauer wurde eine Quote von 13,9 % (Zielgruppe der 14- bis 49-Jährigen: 0,85 Millionen, 7,7 %) erreicht, womit der Film an diesem Abend den dritten Platz belegte.

## Kritiken
„Was aber, wenn einer Pflegeleichtsein als die würdeabschneidende Zumutung empfindet, die es ist? Der Autor Martin Rauhaus hat zu dieser Fragestellung ein Drehbuch verfasst, das sich auf streckenweise bitterbös-trockene, streckenweise humorvoll-humane Weise mit dem Eigenwert des Eigensinns auseinandersetzt, und Michael Rowitz hat es mit zwei Hauptdarstellern verfilmt, die der generationenübergreifenden Beziehungsgeschichte nicht nur Glaubwürdigkeit, sondern in einem ganz unpathetischen Sinne Würde geben.“

„‚Nichts für Feiglinge‘ macht da nicht nur keine Ausnahme. Das Drehbuch von Martin Rauhaus könnte man geradezu zum Lehrbuch nehmen, wie man ein gesamtgesellschaftliches Problem aus dem Privaten einer kleinen Geschichte herauspräpariert, in diesem Privatraum alle Fragen durchspielt, die durchgespielt gehören, und es trotzdem nicht didaktisch, nicht pädagogisch wird, nicht sentimentalisch auch.[…] Mit Frederick Lau hat Hannelore Hoger endlich mal einen adäquaten Gegner. Man müsste schon gefühlsblind sein, um nicht zu merken, wie sie es genießen sich aneinander zu reiben, sich gegenseitig hochschaukeln.“

„Demenz ist ein schweres Thema. Taugt es für einen Unterhaltungsfilm? Die Antwort lautet Ja. Hannelore Hoger und Frederick Lau zeigen, wie es geht. Fein dosiert balancieren beide in dem ARD-Film ‚Nichts für Feiglinge‘ zwischen Komik und Tragik. Und Haltung zeigen sie auch noch.“

„Doch ‚Nichts für Feiglinge‘ wird deswegen nie zum Solo der Hoger, sondern zeigt die Entwicklung, der sich beim Thema Pflege und Demenz notwendigerweise vollzieht, in einer überraschend lockeren, oft heiteren Weise. […] Die Annäherung zwischen den drei jungen Leuten und der älteren Dame steckt voller Komik, die aber schon von warmer Melancholie durchzogen wird. […]
Der Film dreht die Entwicklung ohne Sentimentalität weiter, muss dabei die Dramatik gar nicht besonders forcieren, sondern kann sich auf seine beiden starken Hauptdarsteller verlassen. Frederick Lau beweist in den Szenen mit Hannelore Hoger wieder seine ganz besondere Verletzlichkeit: Kaum ein Darsteller seines Alters kann so herzzerreißend weinen, ohne dass der Zuschauer peinlich berührt ist. Hannelore Hoger, die jahrelang als taffe Bella Block aufgetrumpft hatte, war wiederum schon lange nicht mehr in einer solch fragilen Rolle zu erleben. Feigheit zeigen diese beiden tatsächlich nicht!“